# Nemotelus magellanicus
Nemotelus magellanicus är en tvåvingeart som beskrevs av James 1974. Nemotelus magellanicus ingår i släktet Nemotelus och familjen vapenflugor. Inga underarter finns listade i Catalogue of Life.